# Roberto Bussinello
Roberto Bussinello (1927. október 4. – Vicenza, 1999. augusztus 24.) olasz autóversenyző.

## Pályafutása
A 60-as években több világbajnoki és a világbajnokságon kívüli Formula–1-es versenyen szerepelt. Az 1961-es olasz nagydíjon debütált a világbajnokságon. Első futama nem volt sikeres, a huszonnegyedik helyről rajtolt és már az első kör után kiesett technikai problémák miatt. A 65-ös szezonban két versenyen volt jelen, ám csak az olasz nagydíjon futotta meg a futamon való induláshoz szükséges limitet.
1964-ben és 1965-ben részt vett a Le Mans-i 24 órás versenyen. A 64-es viadalon a tizenharmadik helyen zárt, míg 65-ben nem fejezte be a versenyt.

## Eredményei

### Teljes Formula–1-es eredménylistája
(Táblázat értelmezése)

(Félkövér: pole-pozícióból indult; dőlt: leggyorsabb kört futott) 

| Év   | Csapat              | 1   | 2      | 3   | 4   | 5   | 6   | 7      | 8      | 9   | 10  | Helyezés | Pont |
| ---- | ------------------- | --- | ------ | --- | --- | --- | --- | ------ | ------ | --- | --- | -------- | ---- |
| 1961 | Isobele de Tomaso   | MON | NED    | BEL | FRA | GBR | GER | ITA Ki | USA    |     |     | -        | 0    |
| 1965 | Scuderia Centro Sud | RSA | MON Vi | BEL | FRA | GBR | NED | GER NK | ITA 13 | USA | MEX | -        | 0    |

### Le Mans-i 24 órás autóverseny
| Év   | Csapat                | Autó                   | Csapattárs    | Helyezés |
| ---- | --------------------- | ---------------------- | ------------- | -------- |
| 1964 | Scuderia St. Ambroeus | Alfa Romeo Giulia TZ   | Bruno Deserti | 13.      |
| 1965 | Autodelta SpA         | Alfa Romeo Giulia TZ/2 | Jean Rolland  | Kiesett  |

## Külső hivatkozások
- Profilja a grandprix.com honlapon (angolul)
- Profilja a statsf1.com honlapon (angolul)